# Thomas Bissinger

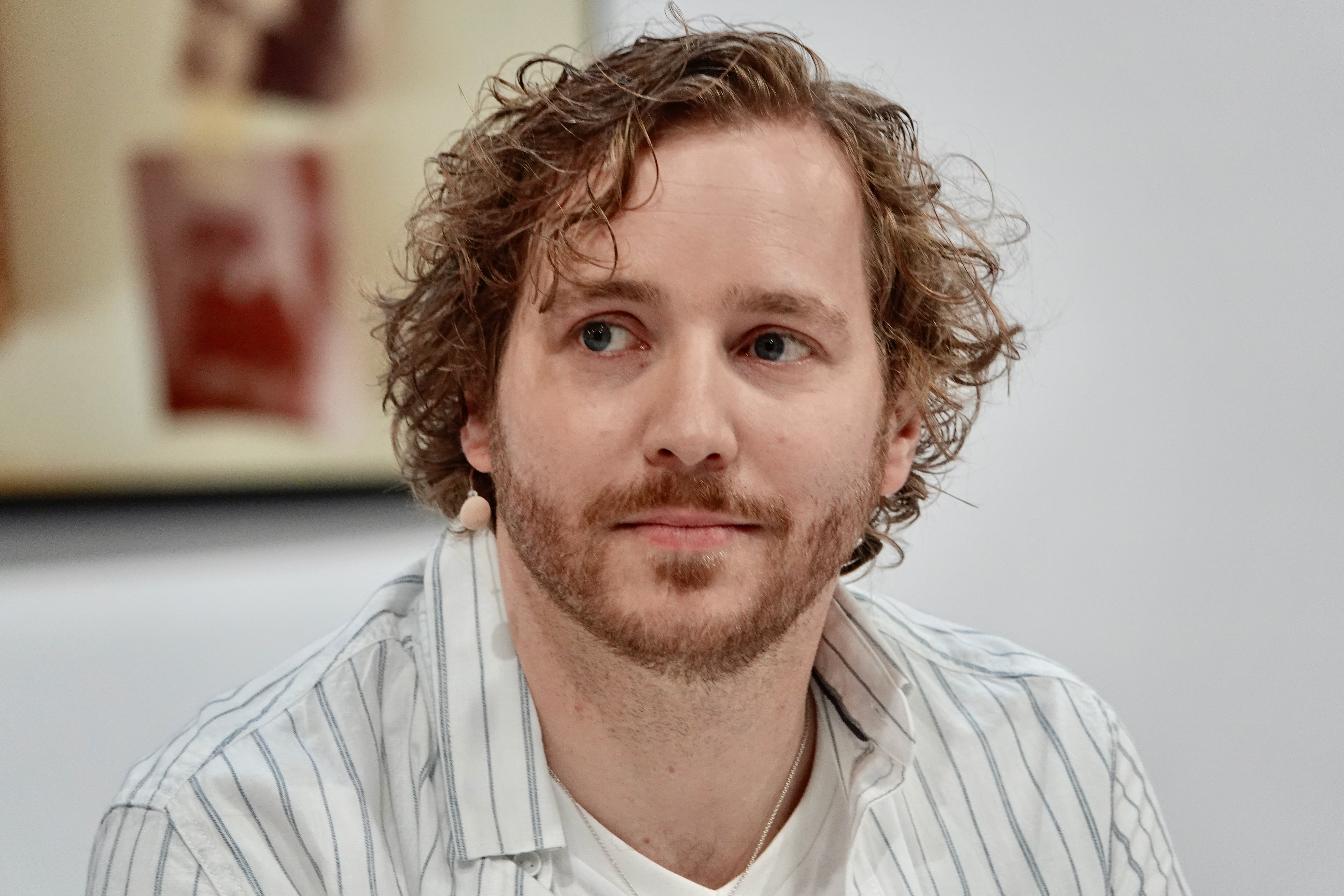
Thomas Bissinger 2025

Thomas Bissinger (* 1989 in Leonberg) ist ein deutscher Schriftsteller und Physiker.

## Leben und Werk
Thomas Bissinger studierte von 2010 bis 2016 Simulation Technology an der Universität Stuttgart und erwarb dort den akademischen Grad eines  Masters of Science. 2017 begann er ein Studium der Physik an der Universität Konstanz, das er 2023 mit der Promotion abschloss. Der Titel seiner Dissertation, die von Matthias Fuchs betreut wurde, trägt den Titel: The Berezinskii-Kosterlitz-Thouless Transition in a Mobile XY Model. Parallel zu seinem Promotionsstudium unterrichtete er Mathematik für Lehramtsstudierende in Konstanz.
Schon zu Beginn seiner naturwissenschaftlichen Ausbildung sammelte Thomas Bissinger Bühnenerfahrung als Schauspieler am Naturtheater Renningen. Später war er Mitgründer der Theaterkompanie Volles Rohr in Stuttgart, für die er 2015 das Stück Die Verantwortlichen schrieb. Er nahm an der Lyrikwerkstatt von Jutta Weber-Bock in Stuttgart teil und begann, auch Lyrik und Prosa zu schreiben. Von 2016 bis 2021 war er Mitorganisator des Lit.fest Stuttgart.
Erste Texte von Thomas Bissinger erschienen in Anthologien und Zeitschriften. Ein Romanprojekt mit dem Arbeitstitel Ehrenfest beschäftigt sich mit dem Leben des jüdisch-österreichischen Physikers Paul Ehrenfest, der 1933 in den Niederlanden seinen behinderten Sohn Vassily erschoss und anschließend Suizid beging. Das Buch soll 2026 bei dtv erscheinen.
Von Mara Delius wurde er 2025 zum Ingeborg-Bachmann-Wettbewerb nach Klagenfurt am Wörthersee eingeladen. Dort las er seinen Prosatext Nilpferd.

## Auszeichnungen und Stipendien (Auswahl)
- 2016: Stipendiat des Förderkreises deutscher Schriftsteller in Baden-Württemberg
- 2019: Retzhof-Preis für junge Literatur
- 2021: Förderpreis „Junge Kunst!“ der Stadt Konstanz in der Sparte Literatur
- 2022: Stipendiat der Bayerischen Akademie des Schreibens
- 2023: Stipendiat der Autor*innenwerkstatt Prosa des Literarischen Colloquiums Berlin
- 2023: Artist in Residence, Art House Holland, Leiderdorp, Niederlande

## Veröffentlichungen (Auswahl)
- Die Verantwortlichen, Theaterstück, 2015, Uraufführung: Volles Rohr Theater, Stuttgart.
- Ehrenfest. In: Reimer Boy Eilers, Sven J. Olsson (Hrsg.): Suchbewegungen. Junge Literatur. Ein Lesebuch der Gruppe 48. Kulturmaschinen Verlag, Hamburg 2021, ISBN 978-3-96763-072-5, S. 35–42.
- Zucker. In: Michael Friedrichs (Hrsg.): Gestern morgen. Literaturpreis des Bezirks Schwaben 2023. Wißner-Verlag, Augsburg 2023, S. 85–101.
- Ehrenfest. In: Sprache im technischen Zeitalter, Jg. 62, Köln 2024, H. 1.